# ترینیداد و توباگو در المپیک تابستانی ۲۰۲۴
کاروان المپیکی ترینیداد و توباگو، یکی از کاروان‌های شرکت‌کننده در بازی‌های المپیک تابستانی ۲۰۲۴ بود. این دوره از بازی‌ها از ۲۶ ژوئیه تا ۱۱ اوت ۲۰۲۴ (۵ تا ۲۱ امرداد ۱۴۰۳ خورشیدی) به میزبانی پاریس، پایتخت فرانسه برگزار شد. این حضور، نوزدهمین حضور این کاروان در ادوار المپیک بود. ورزشکاران این کاروان پیشتر در ۴ دوره از المپیک تحت عنوان فدراسیون هند غربی نیز شرکت کرده‌اند.
در پایان این دوره، ورزشکاران این کاروان موفق به کسب مدال نشدند.

## شرکت‌کنندگان
ورزشکاران این کاروان در سه رشته ورزشی زیر به رقابت با سایرین پرداختند.
| ورزش        | مردان | زنان | مجموع |
| ----------- | ----- | ---- | ----- |
| دو و میدانی | ۷     | ۷    | ۱۴    |
| دوچرخه‌سواری | ۲     | ۰    | ۲     |
| شنا         | ۱     | ۱    | ۲     |
| مجموع       | ۱۰    | ۸    | ۱۸    |